# Otter Highlands
Le Otter Highlands sono un gruppo di picchi e creste montuose che si estendono per 31 km dal Monte Lowe fino alle Wyeth Heights, a ovest del Ghiacciaio Blaiklock, e formano il margine occidentale della Catena di Shackleton, nella Terra di Coats in Antartide. 
Furono ispezionate dalla Commonwealth Trans-Antarctic Expedition (CTAE) nel 1957.
L'attuale denominazione fu assegnata nel 1971 dal Comitato britannico per i toponimi antartici (UK-APC), in onore dell'aereo De Havilland Otter utilizzato dalla spedizione CTAE.